# 伊藤義雄
伊藤 義雄（いとう よしお、1887年（明治20年）5月25日 - 1971年（昭和46年）10月2日）は、大日本帝国陸軍軍人。最終階級は陸軍中将。

## 経歴
1887年（明治20年）に東京府で生まれた。陸軍士官学校第18期、陸軍大学校第30期卒業。1930年（昭和5年）8月1日、陸軍砲兵大佐進級と同時に第1師団司令部附となり、慶應義塾大学に配属された。1932年（昭和7年）1月に野戦重砲兵第1連隊長に転じ、1933年（昭和8年）12月に陸軍工科学校教授部長に就任した。
1935年（昭和10年）8月1日に陸軍少将進級と同時に陸軍工科学校長に着任。1936年（昭和11年）関東軍兵器部長に就任し、この間1937年（昭和12年）8月30日から9月23日まで関東軍臨時兵站監を務めた。1938年（昭和13年）7月15日、陸軍中将進級と同時に旅順要塞司令官に着任し、1939年（昭和14年）8月1日に待命、9月3日に予備役に編入された。
1947年（昭和22年）11月28日、公職追放仮指定を受けた。

## 栄典
勲章等
- 1940年（昭和15年）8月15日 - 紀元二千六百年祝典記念章[4]